# Simon Koschut
Simon Koschut (* 1977 in Kusel) ist ein deutscher Politikwissenschaftler und Hochschullehrer.

## Leben
Simon Koschut absolvierte von 1999 bis 2004 sein Magisterstudium der Politikwissenschaft und der Nordamerikastudien an der Universität Potsdam, der Universität Bonn und der Freien Universität Berlin. Während dieser Zeit studierte er als DAAD-Auslandsstudend ein Jahr an der University of North Carolina at Chapel Hill. 2009 wurde er in Potsdam zum Thema „Die Grenzen der Zusammenarbeit. Sicherheit und transatlantische Identität nach dem Ende des Ost-West-Konflikts“ promoviert. Von 2010 bis 2011 wirkte er als Fritz Thyssen Fellow am Weatherhead Center for International Affairs der Harvard University und war dann bis 2015 Akademischer Rat auf Zeit an der Universität Erlangen-Nürnberg.
2015 habilitierte sich Koschut an der Universität Potsdam und übernahm von 2015 bis 2019 eine Vertretungsprofessur für Internationale Politik am Otto-Suhr-Institut für Politikwissenschaft  der Freien Universität Berlin, wo er von April 2019 bis Ende des Jahres 2021 eine DFG-Heisenbergstelle innehatte.
Seit 2022 ist er Inhaber des Lehrstuhls für Internationale Sicherheitspolitik an der Zeppelin Universität in Friedrichshafen.
Neben Forschung und Lehre ist Koschut als Gutachter für zahlreiche akademische Zeitschriften, Verlage und Förderinstitutionen tätig, darunter der DAAD und die Fulbright-Kommission. Seit 2018 ist er Vertrauensdozent der Friedrich-Ebert-Stiftung und war 2024 Mitglied der Jury für den DVPW-Dissertationspreis.

## Forschungsschwerpunkte
Koschut hat sich auf Internationale Beziehungen und Friedens- und Konfliktforschung spezialisiert. Er ist insbesondere für seine Forschung zu Emotionen in der internationalen Politik sowie zu sozialen und normativen Aspekten internationaler Beziehungen bekannt.
Koschuts Forschung umfasst vor allem die Bereiche der internationalen Beziehungen, Friedens- und Konfliktforschung sowie der Analyse internationaler Normen. Ein besonderes Augenmerk liegt auf der Rolle von Emotionen in der internationalen Politik, einem Thema, das er sowohl theoretisch als auch empirisch untersucht. Im Rahmen dieser Forschung ist wirkt als Gastdozent und Redner bei internationalen Konferenzen, wie etwa der British International Studies Association (BISA). Koschuts Forschung zu Emotionen in den Internationalen Beziehungen untersucht, wie affektive Dynamiken politische Entscheidungen, internationale Konflikte und diplomatische Interaktionen beeinflussen. Im Rahmen dieser Forschung ist er auch am Sonderforschungsbereich (SFB) „Affective Societies“ beteiligt, der die Rolle von Emotionen und Affekten in der modernen Gesellschaft untersucht.
Ein weiteres Forschungsfeld sind die Mechanismen der Stigmatisierung und Delegitimierung von Krieg in der modernen internationalen Gesellschaft, wobei er sich auf Theorien von Erving Goffman und Randall Collins stützt. Seine jüngsten Projekte umfassen zudem mikrosoziologische Untersuchungen zum sozialen Zusammenhalt internationaler Organisationen sowie zu den Emotionen nichtstaatlicher Akteure in der internationalen Politik.

## Mitgliedschaften und Funktionen (Auswahl)
- Vorstand in der Deutschen Vereinigung für Politische Wissenschaft[5]
- Mitglied er International Studies Association
- Mitglied der European International Studies Association (EISA)
- 2017–2020: Leiter der DVPW-Themengruppe „Normenforschung in den IB“.
- Seit 2021: Sprecher der DVPW-Sektion „Internationale Beziehungen“

## Publikationen (Auswahl)
Bücher
- Die Grenzen der Zusammenarbeit. Sicherheit und transatlantische Identität nach dem Ende des Ost-West-Konflikts. Zugl. Dissertation 2009. Nomos Verlag, Baden-Baden 2010, ISBN 978-3-8329-4722-4.
- als Hrsg. und Mitautor mit Magnus Kutz: Die Außenpolitik der USA. Theorie – Prozess – Politikfelder – Regionen. Barbara Budrich, Opladen/Toronto 2012, ISBN 978-3-8252-8472-5.
- als Hrsg. mit Andrea Oelsner und Mitautor: Friendship and International Relations. Palgrave Macmillan, New York 2014.
- Normative Change and Security Community Disintegration: Undoing Peace. Palgrave Macmillan, New York City 2016, ISBN 978-3-319-30323-9.
- als Hrsg. und Mitautor: Regionen und Regionalismus in den Internationalen Beziehungen. Eine Einführung. Springer VS, Wiesbaden 2017, ISBN 978-3-658-05433-5.
- mit Christoph M. Haas, Christian Lammert: Politik in den USA : Institutionen – Akteure – Themen. Kohlhammer, Stuttgart 2018, ISBN 978-3-17-030689-9.
- als Hrsg. und Mitautor mit Gian Luca Gardini, Andreas Falke: Interregionalism and the Americas. Lexington Books, Lanham 2018.
- als Hrsg.: Emotionen in den Internationalen Beziehungen. Mit einer Einleitung von Simon Koschut. Nomos, Baden-Baden 2020, ISBN 978-3-8487-6650-5.
- als Hrsg.: The Power of Emotions in World Politics. Routledge, New York 2020,
- als Hrsg. mit Andrew Ross:  The Oxford Handbook of Emotions in International Relations. Oxford University Press, Oxford 2025.

Aufsätze in begutachteten Fachzeitschriften und Sammelbänden
- Engagement ohne Illusionen? Die Iranpolitik der USA unter Barack Obama. In: DGAPanalyse 3, 2011, S. 1–29.
- Friedlicher Wandel ohne Demokratie? Theoretische und empirische Überlegungen zur Bildung einer autokratischen Sicherheitsgemeinschaft. In: Zeitschrift für Internationale Beziehungen 19(2), 2012, S. 41–69.
- Präsidentielle Systeme. In: Politische Bildung 45: 3 (Themenschwerpunkt: Regierungssysteme), 2012, S. 44–60.
- Sicherheitspolitische Identität in den Internationalen Beziehungen: Konzeptionelle Überlegungen und empirische Praxis. In: Zeitschrift für Außen- und Sicherheitspolitik 6(1), 2013, S. 53–75.
- mit Andreas Falke: Eine zweite Chance für Obama. Innen- und außenpolitische Perspektiven nach den Wahlen in den USA. In: Politische Bildung 46(1), 2013, S. 164–173.
- Emotional (Security) Communities: The Significance of Emotion Norms in Inter-allied Conflict Management’. In: Review of International Studies 40(3), 2014, S. 533–558.
- Transatlantic Conflict Management Inside-out: The Impact of Domestic Norms on Regional Security Practices. In: Cambridge Review of International Affairs 20(2), 2014, S. 339–361.
- Der ewige Feind? Eine konstruktivistische Konfliktanalyse der Iranpolitik der USA. In: Andreas M. Bock, Ingo Henneberg (Hrsg.): Iran, die Bombe und das Streben nach Sicherheit. Strukturierte Konfliktanalysen. Nomos, Baden-Baden 2014, ISBN 978-3-8487-0802-4, S. 133–156.
- Macht der Gefühle: Zur Bedeutung von Emotionen für die sozialkonstruktivistische Diskursforschung. In: Zeitschrift für Internationale Beziehungen 22: 2, 2015, S. 7–33 (Best Paper Award der DVPW-Sektion „Internationale Beziehungen“).
- Bedrohungswahrnehmung und Sicherheitskonzepte in der Bundesrepublik Deutschland. In: Sicherheit und Frieden 34(3), 2016, S. 198–203.
- The Structure of Feeling: Emotion Culture and National Self-Sacrifice. In: Millennium: Journal of International Studies 45(2), 2017, S. 174–192.
- The Forum: Discourse and Emotions in International Relations. In: International Studies Review 19(3), 2017, S. 481–508.
- Speaking from the Heart: Emotion Discourse Analysis. In: Maéva Clément, Thomas Lindemann, Eric Sangar (Hrsg.): Researching Emotions in IR: Methodological Perspectives for a New Paradigm. Palgrave Macmillan, New York 2018, S. 277–301, doi:10.1007/978-3-319-65575-8_12
- The Power of (Emotion) Words: On the Importance of Emotions for Discourse Analysis in IR. In: Journal of International Relations and Development 21(3): 2018, S. 495–522.
- Can the Bereaved Speak? Emotional Governance and the Contested Meanings of Grief After the Berlin Terror Attack. In: Journal of International Political Theory 15(2), 2019, S. 148–166.
- Communitarian Emotions in IR: Constructing Emotional Worlds. In: Eric van Rythoven, Mira Sucharov, Brent Sasley (Hrsg.): Parsing the Passions. Methodology and the Study of Emotion in World Politics. Interventions Series. Routledge, New York 2020, S. 79–96.
- A Critical Perspective on Emotions in International Relations. In: Steven Roach (Hrsg.): Handbook of Critical International Relations. Edward Elgar, Cheltenham 2020.
- Make America Great Again. Trump und die These vom Niedergang der USA. In: Christian Lammert, Markus Siewert, Boris Vormann (Hrsg.): Handbuch Politik USA. VS Springer, Wiesbaden 2020.
- Wither the Liberal Security Order: The End of NATO As We Know It? In: Florian Böller, Welf Werner (Hrsg.): Hegemonic Transition. Global Economic and Security Orders in the Age of Trump. Palgrave Macmillan, New York 2021, S. 147–168.
- Solidarität ohne Konsens: Wie Rituale den sozialen Zusammenhalt zwischen den NATO-Staaten erklären können. In: Zeitschrift für Internationale Beziehungen 29(1), 2022, S. 38–69.
- Reintegrative Shaming in International Relations: NATO’s Military Intervention in Libya. In: Journal of International Relations and Development 25, 2022, S. 497–522.
- Emotions and International Relations. In: Oxford Research Encyclopedia of International Studies. 2022, doi:10.1093/acrefore/9780190846626.013.693
- mit Rico Neumann, Barbara Pfetsch, Swen Hutter, David Schieferdecker, Jule Specht: The Rhetoric of Solidarity: Nature and Measurement of Social Cohesion in the Self-representation of Civil Society Organizations. In: Social Indicators Research 169, 2023, S. 863–882.
- mit Maéva Clément: Emotions in International Relations. In: Helena Flam (Hrsg.): Research Handbook in the Sociology of Emotions. Edward Elgar, Cheltenham 2023.
- Emotion Discourse Analysis. In: Patrick A. Mello, Falk Ostermann (Hrsg.): Routledge Handbook of Foreign Policy Analysis Methods. Routledge, New York 2023, S. 168–184.
- Feeling European? The EU as an Emotional Community. In: Journal of European Integration 46(5), 2024, S. 597–613.
- When International Rituals Go Wrong: How Ritual Failure Undermines Peaceful Change in NATO. In: Cooperation and Conflict 59(2), 2024, S. 290–307.
- mit Halima Akhrif: Emotions and Norms in International Shaming Practices. In: Phil Orchard, Antje Wiener (Hrsg.): Contesting the World: Norm Research in Theory and Practice.  Cambridge University Press, Cambridge 2024.

## Auszeichnungen
- 2014: Auszeichnung für hervorragende Lehre an der Universität Erlangen-Nürnberg[2]
- 2014: Preis für das beste Papier der Offenen Sektionstagung in Magdeburg[2]
- 2018: Ernst-Otto-Czempiel-Preis der Hessischen Stiftung Friedens- und Konfliktforschung für die beste postdoktorale Monografie der Jahre 2016/2017[2]
- 2023: Best Teaching Award der Zeppelin Universität für innovative Lehre[6]